# Sceptonia fumipes
Sceptonia fumipes är en tvåvingeart som beskrevs av Edwards 1925. Sceptonia fumipes ingår i släktet Sceptonia, och familjen svampmyggor. Arten är reproducerande i Sverige.